# Fiat Aviazione
Fiat Aviazione was een Italiaanse vliegtuigfabrikant, ooit onderdeel van Fiat, die vooral op de militaire vliegtuigindustrie was gericht. Na de Eerste Wereldoorlog nam Fiat een aantal kleine Italiaanse vliegtuigfabrikanten, zoals Pomilio en Ansaldo, over. De meest bekende ontwerpen waren de tweedekkerjachtvliegtuigen uit de jaren dertig, de Fiat CR.32 en de Fiat CR.42. Andere belangrijke ontwerpen waren de jagers, de CR.20, de G.50, de G.55 en een bommenwerper, de Fiat BR.20. In de jaren vijftig ontwierp het bedrijf de G.91, een lichtgewichtgevechtsvliegtuig. In 1969 fuseerde Fiat Aviazione met Aerfer tot Aeritalia, in 1990 ging Aeritalia met Selenia op in Alenia Aeronautica.

## Geschiedenis

### Het begin
In 1908 nam de vliegtuigindustrie en een aanvang in Turijn toen FIAT besloot een vliegtuigmotor (de SA 8/75) te ontwerpen en te produceren, die was afgeleid van de racerij. Het was het begin van een honderdjarig verhaal dat vandaag de dag nog direct gekoppeld is aan Avio. De eerste in massa geproduceerde motor van Fiat Aviazione was de A10. Tussen 1914 en 1915 werden er hiervan 1070 exemplaren geproduceerd. Deze productie leidde de weg voor het bedrijf om een volledig vliegtuig (1969) te ontwerpen en bouwen. Zo werd de Società Italiana Aviazione opgericht die in 1918 werd verdoopt tot Fiat Aviazione.
In Turijn werd, naast vliegtuigmotoren en in lijn met de verbrandingsmotor, de productielijn uitgebreid met de oprichting van Fiat San Giorgio in 1909 voor de productie van dieselmotoren voor schepen, waaruit later de activiteiten met betrekking tot de opwekking van elektriciteit voortkwamen. In Colleferro (Rome) begon BPD (Bombrini Parodi Delfino), gesticht in 1912 in Genua, met het produceren van explosieven en chemische producten. Hieruit ontstond later het ruimtesegment.
Op luchtvaartgebied kwamen er bedrijven zoals SACA in Brindisi en bijvoorbeeld CMASA in Marina di Pisa, opgericht in 1921 door de Duitse werktuigkundige Claude Dornier in samenwerking met Rinaldo Piaggio en Attilio Odero. Uiteindelijk zijn er door internationale samenwerkingen met bedrijven zoals General Electric, Rolls-Royce, Pratt & Whitney en Eurocopter, interacties en uitwisselingen, opeenstapeling van vaardigheden en ervaring en veelzijdige prikkels ontstaan. De huidige samenwerkingen met deze (of nog vele andere) bedrijven gaan al 50 jaar terug.

### Van tweedekkers naar straalvliegtuigen
Na de eerste baanbrekende ontwerpen van vliegtuigmotoren aan het begin van de twintigste eeuw, tegen de mening in van de te voorzichtige directeuren over nieuwe technologieën en werkterreinen, steunden Giovanni Agnelli, een van de stichters van Fiat Aviazione, en technisch directeur Guido Fornaca de luchtvaartproductie. Zij starten gedurende de Eerste Wereldoorlog de industriële basis voor militaire opdrachten. Zo ontstond in 1916 de Società Italiana Aviazione wat in 1918 de luchtvaartsectie werd bij Fiat. De eerst in massa geproduceerde vliegtuigmotor (1070 stuks), de Fiat A.10, werd geïnstalleerd in verscheidene vliegtuigen tussen 1914 en 1915. Onder andere vliegtuigen van Farman (later geproduceerd onder licentie) en de driemotorige bommenwerper van Caproni werden ermee uitgerust.

### Na de Eerste Wereldoorlog
Aan het einde van de Eerste Wereldoorlog werden de technische en productiemiddelen die vergaard werden tijdens de oorlog, gericht op de ontluikende markt van de commerciële vliegtuigindustrie. De productie van complete vliegtuigen, die begonnen was met de SP-serie, werd uitgebreid onder leiding van vliegtuigontwerper Celestino Rosatelli. Rosatelli's samenwerking met Fiat begon in 1918. In een tijdsbestek van 15 jaar vestigde Fiat, met behulp van Rosatelli die bijdroeg aan de ontwikkeling van de beroemde CR- en BR-jachtvliegtuigen en -bommenwerpers, en dankzij de hoogtechnische en betrouwbare motoren menig wereldrecord. De A14 die geproduceerd werd tussen 1917 en 1919, was het krachtigste vliegtuig ter wereld met 700 pk. De R700 was in 1921 het snelste vliegtuig met 300 km/h. De Idromacchi M20 met zijn AS2-motor werd het snelste watervliegtuig ter wereld en won de prestigieuze Schneider Trophy in de Verenigde Staten in 1926. Het snelheidsrecord werd in 1934 nog een keer verbeterd door Francesco Agello in een vliegtuig met een Fiatmotor (AS6) met een vermogen van 3100 pk.

### Fusie met Società Aeronautica d’Italia
In 1926 fuseerde, met de aanschaf van de Ansaldo fabriek in Corso Francia, Fiat Aviazione met Società Aeronautica d’Italia. In 1931 nam Vittorio Valetta, toen de algemeen directeur van Fiat, een jonge vliegtuigontwerper, Giuseppe Gabrielli aan om leiding te geven aan het technische kantoor. In 1934 markeerde de overname van CMASA het begin aan van de toetreding van Fiat tot de vliegtuigmarkt. Vele doelen die werden gehaald in de periode van 30 jaar na de toetreding worden toegeschreven aan Gabrielli. Dit begon met de G2, een commercieel vliegtuig met zes plaatsen exclusief piloot. Dit vliegtuig was bedoeld om gebruikt te worden door de Società Aviolinee Italiane, een Italiaanse luchtvaartmaatschappij. Fiat was grootaandeelhouder van de Società Aviolinee Italiane en gaf vorm aan innovaties en zes patenten.
Terwijl de investeringen in de passagiers- en vrachttransportsector bleven doorgaan vanwege het openen van Europese routes door civiele luchtvaartmaatschappijen (die de G18 en APR2 tweemotorige eendekkers gebruikten), werd in 1927 in de CMASA-fabriek de G50 geproduceerd. De G50 was het eerste eenpersoon gevechtsvliegtuig dat door de Italiaanse luchtmacht in dienst werd genomen.

### Na de Tweede Wereldoorlog
In 1949, na de onzekerheid en problemen van de Tweede Wereldoorlog te hebben overwonnen, werden de luchtvaartactiviteiten van Fiat Aviazione gereorganiseerd. De vertraging in productietypologieën veroorzaakt door de jarenlange autarkie werden snel overwonnen door de technische competenties van Gabrielli en het nieuwe klimaat van Atlantische en inter-Europese samenwerking. In 1951 ontwierp Gabrielli de G80, het eerste Italiaanse straalvliegtuig met de Goblinstraalmotor van De Havilland als krachtbron.
In de vroege jaren vijftig begon er een opleving in de productie van Fiat Aviazione. Dit kwam door Amerikaanse bestellingen en doordat Fiat het enige bedrijf in Europa was dat de vergunning had van de NAVO om de F86 K te produceren. Fiat begon een samenwerkingsverband met General Electric en Pratt & Whitney om straalmotorcomponenten te produceren. De ervaringen die uit deze samenwerking kwamen, stelden Fiat in staat mee te doen aan een internationale oproep voor offertes voor een tactische gevechtsvliegtuig door de NAVO in 1954. Het jaar hierop verkreeg het Italiaanse project genaamd G91 de bestelling voor drie prototypes. De Engelse en Franse concurrentie kreeg een soortgelijke bestelling maar de Italiaanse prototypes wonnen uiteindelijk de opdracht. Dit werd in 1958 officieel bevestigd. De G91 was bevestigd als het standaard lichte gevechtsvliegtuig van de NAVO in de Europese zone. Hiermee werd de G91 het belangrijkste naoorlogse vliegtuig. Er werden er meer dan 700 exemplaren van geproduceerd, waarvan het merendeel werd geëxporteerd.
In 1961 werd Fiat Aviazione de voornaamste Italiaanse aannemer voor de F104G vliegtuigen van de NAVO en ging een samenwerkingsrelatie aan met Alfa Romeo Avio in Pomigliano d'Arco (vlak bij Napels), die onder Finmeccanica vielen. In het midden van de jaren vijftig had Alfa Romeo Avio, onder leiding van de ingenieur Stefanutti, bovendien de samenwerking met Rolls-Royce en General Electric met betrekking tot luchtvaartmotoren versterkt. In de tweede helft van de jaren zestig werden er, vanwege aanhoudende bestellingen van de DC-9 voor de nationale luchtvaartmaatschappij Alitalia, samenwerkingen aangegaan met McDonnell Douglas en Aerfer (een luchtvaart- en spoorwegenconstructiebedrijf gesticht door Finmeccanica in 1950).

### Het opzetten vanAeritalia
In 1969 werd er door Fiat Aviazione en Finmeccanica, Aeritalia opgericht waar de activiteiten met betrekking tot de luchtvaart werden ondergebracht.
Vervolgens specialiseerde de fabriek in Pomigliano d'Arco zich, door middel van internationale samenwerkingen, in de ontwikkeling en productie van componenten van de "hete delen" van straalmotoren, en ook in het reviseren van motoren van civiele vliegtuigen.
Fiat Aviazione daarentegen concentreerde zich op vliegtuigmotoren en overbrengingen in helikopters. Fiat Aviazone had in 1976 3700 werknemers en productiefabrieken in Turijn en Brindisi.
Deze keuze was consistent met de veranderingen in de wereldwijde luchtvaartindustrie. Deze veranderingen karakteriseerden zich door het ontstaan van een aantal grote groepen en de groei in specialisatie en internationalisatie. Een tweestrijd volgde met aan de ene kant de behoefte om cruciale samenwerkingen in de luchtvaartindustrie aan te gaan om de financiën en technische kennis op te kunnen brengen. Dit was nodig omdat er steeds ingewikkeldere productiemethoden nodig waren op het gebied van materialen, elektronica en veiligheidssystemen. Aan de andere kant om gebieden te identificeren waar in gespecialiseerd kon worden om een leidende rol te spelen op wereldwijd niveau. Het programma om de kwaliteitscontrole te verfijnen en verbeteren was een strategische factor in het behalen van de successen van Fiat Aviazione in deze jaren.

### Naamsverandering naar Fiat Aviazione
Na de verandering van de bedrijfsnaam naar Fiat Aviazione in 1989 werkte het Turijnse bedrijf aan het ontwerp en productie van de voortstuwingssystemen van de Tornado en de Harrier Jump Jet (verticale/korte opstijgen en landen) in de militaire sector. In de commerciële sector werd er met Boeing en Airbus samengewerkt.
De overname van Alfa Romeo Avio van Finmeccanica door Fiat Aviazione was van uitermate belang van een nationaal strategisch plan om de fragmentatie van Italiaanse bedrijven tegen te gaan en om het concurrentievermogen te verbeteren met meer systematische synergieën.

## Producten

### Vliegtuigen
- Fiat AN.1
- Fiat APR.2
- Fiat AS.1

serie Giuseppe Gabrielli
- Fiat G.2
- Fiat G.5
- Fiat G.8
- Fiat G.12
- Fiat G.18
- Fiat G.46
- Fiat G.49
- Fiat G.50
- Fiat G.55
- Fiat G.61
- Fiat G.80
- Fiat G.82
- Fiat G.91
- Fiat G.91Y
- Fiat G.212
- Fiat G.222

serie Aldo Guglielmetti
- Fiat BGA

serie Celestino Rosatelli
- Fiat B.R.
- Fiat B.R.1
- Fiat B.R.2
- Fiat BR.20
- Fiat BRG

serie Celestino Rosatelli
- Fiat C.29
- Fiat CR.1
- Fiat CR.20
- Fiat CR.25
- Fiat CR.30
- Fiat CR.32
- Fiat C.R.33
- Fiat C.R.40
- Fiat C.R.41
- Fiat CR.42
- Fiat R.2
- Fiat R.22
- Fiat-Ansaldo A.120
- Fiat-Ansaldo A.S.1
- Fiat CANSA F.C. 12
- Fiat CANSA F.C.20
- Fiat RS.14
- Fiat M.F.4

Helikopters
- Fiat 7002

### Vliegtuigmotoren
- Fiat SA8/75
- Fiat S.55
- Fiat A.10
- Fiat A.12
- Fiat A.14
- Fiat A.15
- Fiat A.20
- Fiat A.22
- Fiat A.24
- Fiat A.25
- Fiat A.30
- Fiat A.50
- Fiat A.53
- Fiat A.54
- Fiat A.55[4]
- Fiat A.58[4]
- Fiat A.59
- Fiat A.60
- Fiat A.74
- Fiat A.76
- Fiat A.78[4]
- Fiat A.80
- Fiat A.82
- Fiat AS.2 Schneider Trophy 1926
- Fiat AS.3
- Fiat AS.5 Schneider Trophy 1929
- Fiat AS.6 Schneider Trophy 1931
- Fiat AN.1 Diesel
- Fiat 4002
- Fiat 4004
- Fiat 4301
- Fiat 4700

## Verder lezen
- Bill Gunston, World Encyclopedia of Aircraft Manufacturers: From the Pioneers to the Present Day, Sutton Publishing: Stroud 2005 (2nd edition), ISBN 0-7509-3981-8

- Library of Congress Control Number: n2018019535
- Virtual International Authority File: 5323152381784001950003